# Autodesk Softimage
Autodesk Softimage (Softimage, wym.: /sɒftɨˈmɑːʒ/; dawniej Softimage|XSI) – program do tworzenia animacji i grafiki trójwymiarowej, stworzony przez należącą do Avid Technology firmę Softimage, wykupioną następnie przez Autodesk w październiku 2008 roku. 4 marca 2014 roku Autodesk zapowiedział zakończenie prac nad rozwojem pakietu Softimage wraz z wydaniem wersji 2015 oraz utrzymaniem wsparcia dla programu do 30 kwietnia 2016 roku. Oprogramowanie było wykorzystywane w przemyśle filmowym, grach komputerowych, prezentacjach multimedialnych i innych.
Najważniejsze funkcje programu to m.in.: silnik Gigapolygon Core pozwalający na wyświetlanie milionów wielokątów w czasie rzeczywistym oraz renderowanie bilionów wielokątów, szereg narzędzi do modelowania (modelowanie siatkowe, subdivions surfaces, NURBS) i animacji (w tym postaci), wbudowane pre-ustawienia szkieletów, system animacji nieliniowej, pełna symulacja tkanin, płynów, cząstek i ciał miękkich, renderer mental ray ze wsparciem dla max. 2 procesorów, SDK oraz API dla języków C#, C++, VBScript (niedostępny w systemach Linux), Python oraz JScript, wtyczka Syflex (narzędzie do symulacji tkanin i ciała) oraz narzędzia do symulacji włosów i futra, dynamiki bryły sztywnej, narzędzia do transferu właściwości (GATOR) oraz ruchu (MOTOR) pomiędzy różnymi obiektami, narzędzie do redukcji wielokątów, systemy kompozycji oraz malowania oparte na technologiach Avid Matador i Avid Media Illusion, system ICE (Interactive Creative Environment) do tworzenia rozbudowanych efektów i narzędzi bez konieczności pisania skryptów (oparty, jak wiele innych części programu, o system węzłów).